# Sistema de examen imperial chino
El sistema de examen imperial chino se practicó en la China imperial entre los años 606 y 1905 y consistía en una serie de pruebas que servían para seleccionar a los candidatos a mandarines. Las pruebas representaban el camino más corto para ascender en la escala social y por tanto representaban también un objetivo fundamental para los miembros de las clases cultas y pudientes. A causa de la importancia de las pruebas, estas clases acabarían marcando con rasgos meritocráticos las características peculiares de lo que puede considerarse el ejemplo más centralizado y absolutista de despotismo oriental.

## Historia
Originariamente, la elección del funcionario se realizaba siguiendo criterios aristocráticos, siendo solo examinados los descendientes de las familias aristocráticas. Los primeros intentos de introducción del sistema meritocrático se pueden observar con la dinastía Han, aunque estos no tuvieron una duración prolongada.
El sistema de examen quedó definitivamente establecido durante la dinastía Sui. Después de los primeros exámenes en 606, se mantuvo la tradición. En aquella época y en la de la dinastía posterior, la dinastía Tang, los elementos aristocráticos aún estaban fuertemente arraigados: aún hacía falta hacer después del, por aquel entonces, último examen del sistema y bajo el patrocinio del Ministerio de Ritos, el Examen de la Capital, una "prueba de actitud" del Ministerio de Nombramientos en la que, en vez de los conocimientos, se evaluaban más bien aspectos tradicionalmente aristocráticos como el comportamiento, la apariencia y la forma de hablar. En cuanto al resto, los grados académicos no eran ni la única ni la más importante vía para conseguir un cargo de funcionario. Numerosos candidatos accedían a la administración pública por medio de recomendaciones, uso de influencias o la compra misma del cargo.
Durante la dinastía Song se abolió la prueba de actitud y se sustituyó por el Examen de Palacio (centrado exclusivamente en los conocimientos). Por primera vez la mayoría de los funcionarios fueron seleccionados en función del resultado de las pruebas, a pesar de que las posibilidades alternativas se seguían practicando con la misma frecuencia.
Con eso, se consiguió definitivamente la irrupción del principio meritocrático. Teóricamente, desde los campesinos hasta los ministros del imperio podían ascender en la escala social por medio del sistema de examen, lo cual marcaba al Estado con rasgos democráticos. En comparación, en occidente habría de esperar hasta el siglo XIX para que se hicieran cumplir los mismos criterios a la hora de asignar cargos públicos.
En los siglos posteriores, el sistema de examen sería, en esencia, mantenido en gran parte, pero también constantemente alterado y perfeccionado. En 1905 la regente Cixi abolió el sistema de examen imperial chino a causa de la presión ejercida por los reformistas. Cabe decir que la información dada en este artículo se corresponde, siempre que no se indique lo contrario, a la situación del sistema de examen durante el periodo tardío de la dinastía Qing, es decir, el siglo XIX y comienzos del siglo XX.

## Requisitos de admisión
Siguiendo el sistema de funcionarios  de la antigua China, formalmente, la admisión no estaba sujeta a la clase social a la que pertenecían los candidatos, pero, de hecho, solo se admitían a aquellos que, por aprobar el examen, contaban con la indispensable preparación académica previa en todos los aspectos, es decir, los hijos de los miembros de las clases altas. Además, solo las familias acomodadas podían permitirse librar a sus hijos del trabajo remunerado por tanto tiempo, para dedicarlos solamente al estudio, además de financiar los banquetes y las pagas en muestra de gratitud que había al final de cada tanda de exámenes para los que aprobaban.
No había ningún límite de edad para postular. Generalmente, se presentaban por primera vez a las pruebas aspirantes jóvenes tras concluir la educación escolar clásica, con 15 años aproximadamente. Debido a la enorme cantidad de suspensos y las repeticiones que provocaba este hecho, no era poco frecuente que se encontraran hombres de cuarenta o cincuenta años entre los candidatos. En los exámenes inferiores, estos candidatos tan viejos eran discriminados y se les planteaban preguntas más difíciles y sus respuestas eran evaluadas con más dureza. Pero en los Exámenes de la Capital y de Palacio, recibían una compensación.
En cuanto al resto, el candidato debía demostrar que, desde hacía tres generaciones, nadie de su familia se había dedicado a ninguna "profesión sucia" (tener un burdel, por ejemplo) y no podía encontrarse en uno de los estados de luto prescritos por los ritos.

## Jerarquía de las pruebas

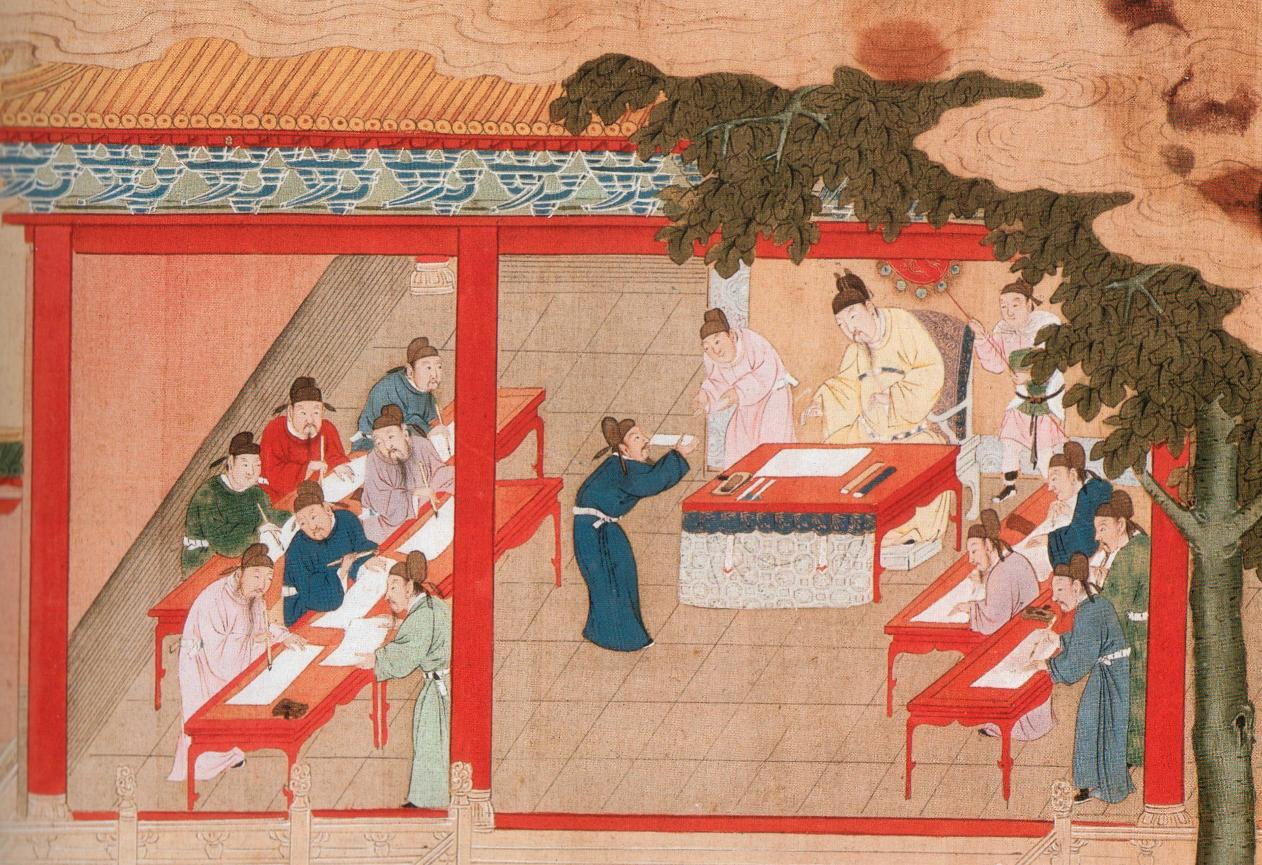
El nivel más elevado del sistema: El Examen de Palacio en presencia del Emperador.

Los niveles más bajos del sistema eran los exámenes para obtener el título de licenciado. Estos tenían lugar en el ámbito local, exámenes de Distrito, Prefectura y de Aptitud, y concluían con la adquisición, por parte del candidato, del estatus de licenciado (tradicional y simplificado: 秀才, pinyin: xiùcaí, español: talento floreciente, también se utiliza el término tradicional: 生員, simplificado: 生员, pinyin: shēngyuán, español: miembro novel). Estos exámenes no permitían acceder a la administración pública, sino que permitían acceder a una escuela superior y después tomar parte en las pruebas de nivel superior, es decir, los exámenes de Provincia, de la Capital y de Palacio, cuyos diplomados llevaban el título equivalente a los occidentales maestro (tradicional: 舉人, simplificado: 举人, pinyin: jǔrén) y doctor (tradicional: 進士, simplificado: 进士, pinyin: jìnshì).

### Exámenes de acceso a las escuelas superiores

#### Examen de Distrito
Los Exámenes de Distrito (tradicional: 縣試, simplificado: 县试, pinyin: xiànshì) se celebraban en todo el imperio cada dos de cada tres años (dos años sí y uno no) en cada uno de los distritos de China. Tenían lugar en la capital del distrito de residencia del candidato y consistían en cinco sesiones de un día cada una, aun cuando la mayor parte de los candidatos eran seleccionados ya el primer día. En total, el porcentaje de aprobados del Examen de Distrito oscilaba en un número pequeño.

#### Examen de Prefectura
Los Exámenes de Prefectura (tradicional: 府試, simplificado: 府试, pinyin: fǔshì) tenían lugar en el recinto de examen de la capital de la prefectura perteneciente. Los candidatos se distribuían en grupos según el distrito de procedencia, donde cada uno recibía diferentes preguntas y era evaluado por separado. El Examen de Prefectura estaba compuesto por tres días de examen. Normalmente, en el Examen de Prefectura se dividía por dos el número de aprobados del Examen de Distrito.

#### Examen de Aptitud
La prueba de cuatro días constituida por el Examen de Aptitud (tradicional: 院試, simplificado: 院试, pinyin: yuànshì), como tercer y último de los exámenes de acceso a las escuelas superiores, se celebraba a nivel de prefectura. La dirección de los exámenes, sin embargo, no correspondía a los prefectos, sino que, con el fin de tener la máxima independencia del gobernador, se enviaban por turnos diversos "guías de estudios provinciales" (uno de los funcionarios más prestigiosos a nivel provincial) que habían de informar directamente al emperador. El guía de estudios en persona llevaba a término la corrección, el cual, como mínimo, era ayudado por 5 o 6 secretarios y, en las prefecturas más habitadas, por más de 10. Sus opiniones e ideas tenían, por lo tanto, una gran influencia y, con esto, marcaban el desarrollo cultural y literario de su provincia correspondiente. El número de candidatos que aprobaban el Examen de Aptitud era, respecto al número de aprobados del Examen de Jefatura, otra vez dividido por dos y los candidatos que aprobaban recibían el título de licenciado (xiùcaí o shēngyuán). Este título, todavía no permitía acceder a la administración pública, sino que sólo permitía tomar parte en los exámenes de nivel superior. Además, llevaba consigo ciertos privilegios. Los licenciados, por ejemplo, no podían ser condenados a recibir castigos corporales.
En el período tardío de la dinastía Qing, el título se vendía cada vez más a cambio de dinero, hasta el punto que el emperador Daoguang llegó a hacer famosa su carencia de dinero crónica. En 1830 el número de licenciados era de un millón aproximadamente, un 0,3 % del total de la población, y, según estimaciones, cerca de una tercera parte de estos había comprado el título.

#### Examen de Provincia
El Examen de Provincia (tradicional: 鄉試, simplificado: 乡试, pinyin: xiāngshì) solo tenía lugar cada tres años, normalmente en el octavo mes del calendario lunar chino (septiembre en el calendario gregoriano) de los años chinos de la rata, el conejo, el caballo y el gallo. Además, en ocasiones especiales, como por ejemplo coronaciones de emperadores o aniversarios, se celebraban Exámenes de Provincia extraordinarios. El Examen de Provincia consistía de tres reuniones, cada una de las cuales se prolongaba tres días y durante las cuales los candidatos debían trabajar en un estricto aislamiento en celdas individuales.
Desde la dinastía Yuan, serían inspeccionados aparte por altos funcionarios imperiales procedentes de Pekín que, en función de la distancia de la provincia, hacían un viaje de entre 20 y 90 días. En la tarea de corrección, eran ayudados por entre 8 y 18 funcionarios de examen de la región.

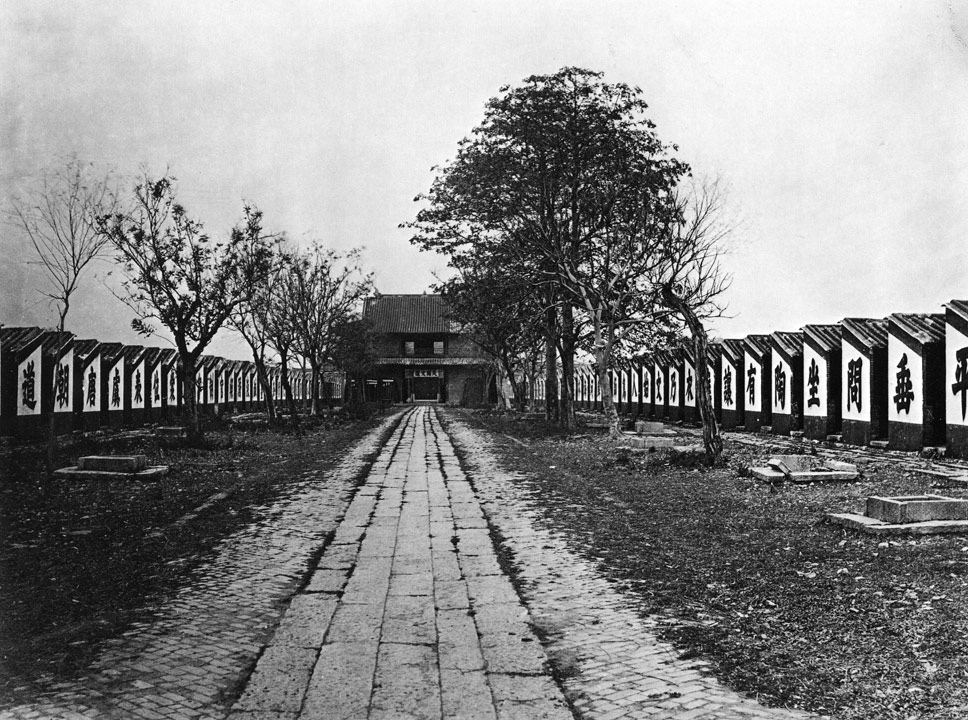
Celdas de examen a principios del.

En las capitales provinciales se encontraban recintos gigantescos y rodeados por muros de la medida de un barrio para celebrar estos exámenes. A estos recintos solo era posible acceder por una única puerta principal, que era fuertemente vigilada y estaba compuesta por una fila de puertas la una detrás la otra. En medio del recinto se encontraba la torre central (mingyuan lou) desde la cual se emitían las salvas obligatorias y otras señales acústicas. Desde las avenidas principales (yongdao), que salían de la torre, se bifurcaban numerosos callejones (haodong) infinitamente largos distinguibles por un carácter, en los cuales se encontraban las celdas de examen (haoshe o haofang), la una junto a la otra. Las celdas estaban divididas por pequeños muros y estaban formadas por tres tablones móviles que el candidato usaba como asiento, pupitre y estantería. No había puertas. Además, el recinto de examen estaba dividido por muros en dos zonas estrictamente separadas para los vigilantes y los examinadores.
El número de candidatos que aprobaban estaba establecido en cada provincia. Solía ser de 40 a 90 candidatos y, en el mejor de los casos, un porcentaje preestablecido. Por decreto, las promociones se llenaban de acuerdo con la nota media de los candidatos. Las provincias ricas, que eran líderes culturales, como Jiangsu o Zhejiang, tenían, generalmente, un número más elevado de hombres jóvenes aptos para ofrecer que lo que esta cuota reflejaba. El estricto formalismo de las cuotas de aprobados facilitaba que el poder central pequinés limitara la influencia de las clases altas del sur del Yangtsé.
Finalmente, las respuestas de los exámenes de los candidatos que aprobaban se presentaban ante una comisión de 40 personas del Ministerio de Ritos que, en casos concretos, podía vetar a los candidatos. Los candidatos que aprobaban el Examen de Provincia adquirían el título de maestro (tradicional: 舉人, simplificado: 举人, pinyin: jǔrén), el cual no daba derecho a presentarse al Examen de la Capital, sino a ejercer como subalternos en algunos cargos públicos. Además, había accésits para los mejores 8 o 18 candidatos que no habían aprobado, los cuales comportaban una serie de privilegios.

#### Examen de la Capital
El Examen de la Capital (tradicional: 會試, simplificado: 会试, pinyin: huìshì) tenía lugar el tercer mes del año siguiente al del Examen de Provincia, es decir, en los años del buey, del dragón, de la oveja y del perro. Desde la dinastía Yuan, el lugar donde se celebraban las pruebas era el recinto central de examinaciones de Pekín. Consistía de tres sesiones de más de un día cada una y era inspeccionado por el Ministro de Ritos en persona, el cual era auxiliado por 22 examinadores más. Los diez mejores exámenes eran mostrados al emperador para que escogiera.
A diferencia del Examen de Provincia, en el Examen de la Capital no había cuotas preestablecidas de candidatos aprobados. Más bien, se mesuraban siguiendo una escala de calidad, la cual podía variar en función de la demanda por ocupar cargos públicos del momento. A principios de la dinastía Qing solían aprobar cerca de 400 candidatos, y en tiempos del emperador Kangxi cerca de 150. Posteriormente se introdujeron cambios en las cuotas provinciales. Se concedía una compensación a los candidatos más viejos que ya se habían presentado muchas veces al Examen de la Capital y se les rebajaban un poco los criterios de evaluación.
Originariamente, es decir, en la dinastía Tang, el Examen de la Capital era el último del sistema de examen; los candidatos que lo aprobaban recibían el título de doctor (tradicional: 進士, simplificado: 进士, pinyin: jìnshì) y podían acceder a todos los niveles de la administración pública. Tras la introducción del Examen de Palacio, el Examen de la Capital ya no servía ni para recibir el título ni los derechos que comportaba, sino que sólo permitía tomar parte en el Examen de Palacio y, a partir del emperador Qianlong, a una pequeña prueba más sencilla y relativamente comparable al Examen de Palacio en cuanto al acceso a la administración pública, que era el siguiente paso a seguir para poder acceder al Examen de Palacio.

#### Examen de Palacio
El Examen de Palacio (tradicional: 宮試, simplificado: 宫试, pinyin: gōngshì) fue introducido por el emperador Song Taizu. Sustituía la "prueba de actitud" que todavía estaba en uso durante la dinastía Tang, en la que se evaluaban la apariencia, la presencia, la manera de hablar, la caligrafía y el buen juicio de los candidatos que habían aprobado el Examen de la Capital.
A Taizu le molestaba que la prueba de actitud estuviera en manos del Ministerio de Nombramientos y que permanecieran, con esto, las tradicionales camarillas dominantes de la aristocracia. Con la sustitución de esta prueba por el Examen de Palacio, Taizu pretendía, por un lado, fortalecer su influencia como emperador en el sistema de examen y, de la otra, asegurar la lealtad de los mandarines de más peso. Formalmente, la prueba de actitud seguía existiendo, pero, en comparación con el Examen de Palacio, cada vez más se fue convirtiendo en una formalidad vacía. A finales de la dinastía Qing, la implicación del emperador en el Examen de Palacio había disminuido.
El Examen de Palacio recibe su nombre de la Ciudad Prohibida y era inspeccionado por el "hijo del Cielo" en persona. En la corrección, era ayudado por ocho de los funcionarios más importantes de palacio, los cuales sólo leían las respuestas y hacían sus sugerencias al emperador. La evaluación era llevada a cabo únicamente por el emperador.

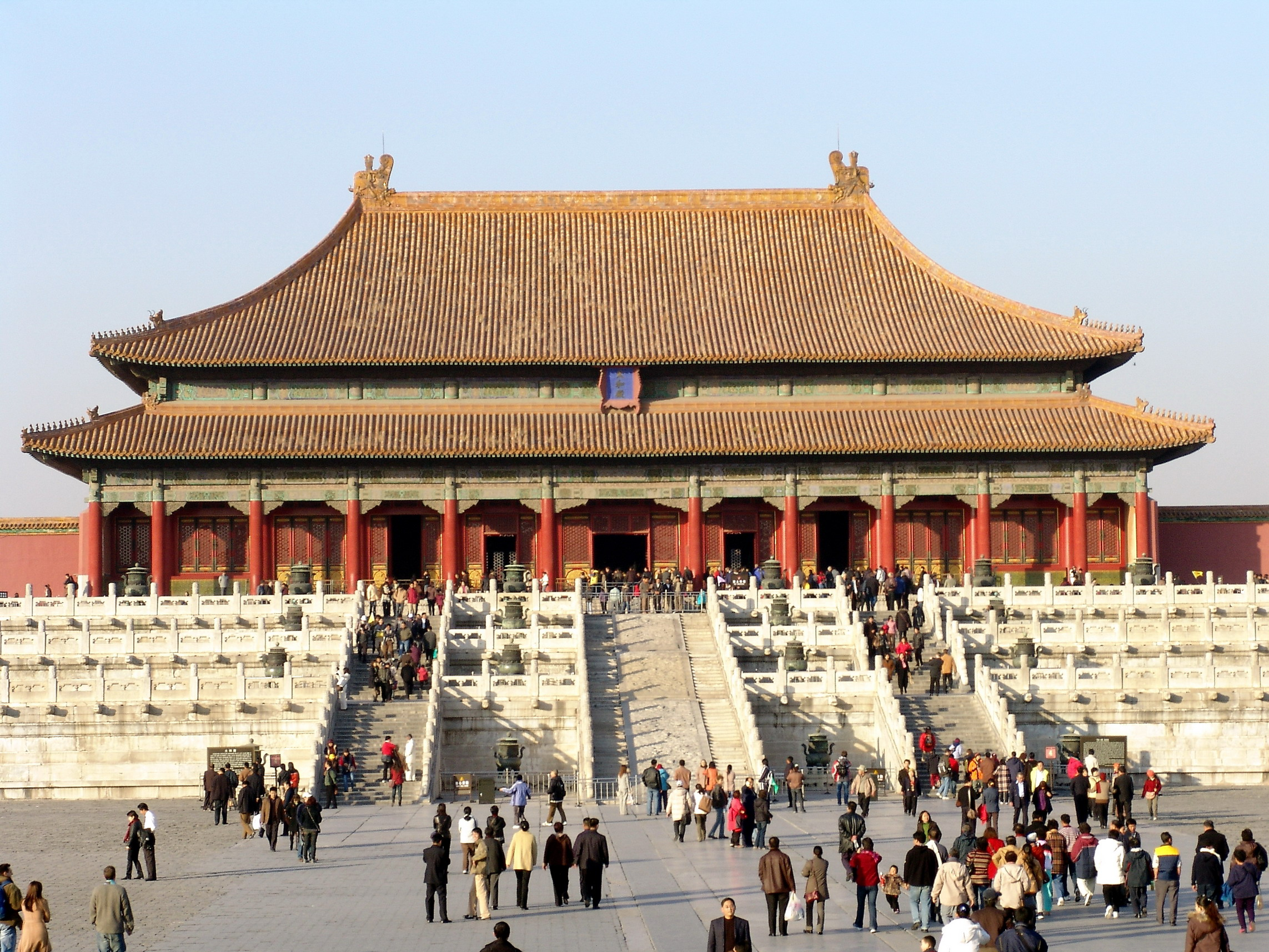
Palacio de la Suprema Armonía de la Ciudad Prohibida de Pekín.

Una vez acabado el examen que tenía lugar en el Palacio de la Suprema Armonía, el emperador se reunía con los ocho mandarines que lo aconsejarían en la evaluación en el Palacio de la Cultura. Las respuestas se iban pasando entre los consejeros, los cuales las evaluaban con uno de los siguientes símbolos: círculo vacío (100 %), círculo lleno (80 %), triángulo (60 %), línea (40 %) o cruz (20 %). Finalmente, los diez mejores eran mostrados al emperador, el cual emitía el voto final y procedía a establecer un orden (de los mejores a los peores) entre los candidatos. A diferencia de los otros examinadores del sistema, el emperador no estaba atado a ninguna directiva o pauta y era completamente libre de tomar cualquier decisión. Así pues, pasaban cosas como que por ejemplo que el emperador Qianlong en el examen de 1761 ordenara que un oficial que a duras penas sabía leer y escribir fuera uno de los examinadores. En otra ocasión, el mismo emperador intercambió las posiciones del primero y el tercero de los candidatos simplemente porque el último era de la provincia de Henan, a quien creía víctima de un desastre que ocurrió en aquella provincia y del cual él, el emperador, era culpable.
Con la aprobación del Examen de Palacio, los candidatos adquirían el grado académico de doctor (tradicional: 進士, simplificado: 进士, pinyin: jìnshì), que permitía acceder a los cargos de la administración pública más elevados. Este título tenía tres subgrados que eran, por este orden, jinshi chiti, jinshi zhusheng y dong jinshi zhusheng. Los tres mejores candidatos recibían los títulos especiales de zhuàngyuán (tradicional: 狀元, simplificado:状元), bàngyǎ  (tradicional y simplificado: 榜眼) y tànhuā (tradicional y simplificado: 探花). En la era de las dinastías Ming y Qing solo una treintena de licenciados (uno de cada tres mil) en los Exámenes de la Capital y de Palacio obtenían el título de doctor.

#### Exámenes extraoficiales
Fuera del sistema oficial de examinaciones, estaban los Exámenes extraoficiales. Desde siempre, las pruebas imperiales como el conocimiento administrativo habían alejado a hombres capaces y con talento  y estas pruebas extraoficiales se hacían en lugares retirados, como por ejemplo bosques o valles montañosos. En parte, los motivos que había para hacer estas pruebas eran una visión de la vida apartada del mundo, a menudo influenciada por el taoísmo o el budismo, o bien una gran insatisfacción con las posiciones políticas dominantes (fenómeno que se puede observar especialmente tras los cambios dinásticos). A menudo, sin embargo, simplemente quienes acudían a estas pruebas extraoficiales habían renunciado durante su juventud debido a la pobreza, la guerra u otros motivos a una educación formal y, después, no querían hacer la competencia a hombres más jóvenes.
Para poder utilizar, de este modo, el talento político potencial de los candidatos, muchos emperadores llevaron a cabo exámenes extraoficiales que facilitaban a los candidatos el acceso a la administración pública por una vía más simple. En las dinastías Tang y Song, por ejemplo, había un examen "para hombres que se encontraban aislados" o uno "para quien se esconde en montañas y bosques". A principios de la dinastía Qing, se intentó ganar a los partidarios de la dinastía Ming menos leales a la nueva dinastía con el examen "para hombres eruditos de forma extraordinaria", el primero de los cuales tuvo lugar el año 1678, en tiempo del emperador Kangxi. Sus homónimos del sistema oficial, en el mejor de los casos, se burlaban de los candidatos que habían aprobado los exámenes extraoficiales y a menudo se los humillaba con una mezcla de soberbia y envidia.

## Materia del examen

### Contenido
En todos los niveles del sistema de examen civil se pedía, desde la dinastía Song, la reelaboración de una redacción sobre los temas de los Cuatro Libros y los Cinco Clásicos, libros que se muestran en esta tabla:
| Los Cuatro Libros              | Los Cuatro Libros | Los Cuatro Libros | Los Cuatro Libros |
| ------------------------------ | ----------------- | ----------------- | ----------------- |
| Español                        | Tradicional       | Simplificado      | Pinyin            |
| La Gran Enseñanza              | 大學              | 大学              | dàxué             |
| Analectas de Confucio          | 論語              | 论语              | lúnyǔ             |
| El Justo Medio                 | 中庸              | —                 | zhōngyōng         |
| Libro de Mencio                | 孟子              | —                 | mèngzǐ            |
| Los Cinco Clásicos             |                   |                   |                   |
| Español                        | Tradicional       | Simplificado      | Pinyin            |
| Clásico de los Cambios         | 易經              | 易经              | yìjīng            |
| Clásico de la Poesía           | 詩經              | 诗经              | shījīng           |
| Clásico de los Ritos           | 禮記              | 礼记              | lǐjì              |
| Clásico de los Documentos      | 書經              | 书经              | shūjīng           |
| Crónica de Primaveras y Otoños | 春秋 / 麟經       | — / 麟经          | chūnqiū / línjīng |

Los alumnos tenían que aprender de memoria estas obras que, en total, tenían aproximadamente 431 000 caracteres. En 1738, por ejemplo, se preguntó sobre la frase de las Analectas de Confucio: "Seas esmerado con tu comportamiento y habla indulgentemente sólo con el pueblo.".

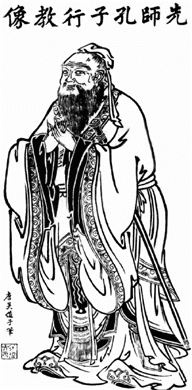
La materia principal de todos los exámenes eran las escrituras de Confucio.

Además, los candidatos debían componer poemas sobre los temas del examen con una métrica determinada. Cuanto más se ascendía en la jerarquía de las pruebas, más terreno ganaba la elaboración de redacciones sobre temas o históricos, o políticos, o sobre problemas de importancia del momento. A veces, estos exámenes se usaron para poner a prueba la lealtad de los candidatos a la dinastía reinante. El emperador Huizong, que tenía un gran gusto por las artes, introdujo, temporalmente, una competición de pintura dentro de las pruebas del Examen de Palacio.
En los exámenes de acceso a las escuelas superiores, las preguntas sobre los clásicos eran, para evitar respuestas completamente calcadas a los libros que sólo demostraran que los candidatos los habían aprendido de memoria, casi siempre reformuladas de manera complicada, extraña e incluso engañosa; los examinadores, haciendo esto, pretendían descartar un buen número de candidatos. Los examinadores del Examen de Provincia, sin embargo, eran famosos por hacerlo a la inversa, es decir, por plantear preguntas sencillas que llevaban implícita la respuesta deseada.
También en los exámenes de acceso a las escuelas superiores, los candidatos habían de escribir de memoria uno de los dieciséis capítulos del Sheng Kuangxun. Este libro trata de cuestiones de educación y formación y fue escrito por el propio emperador Yongzheng. Por ello, el capítulo debía ser fiel al original y se había de escribir sin ningún carácter erróneo. Había una excepción, sin embargo, para los caracteres que se habían añadido en aras de un emperador de la dinastía reinante: se debían sustituir por caracteres similares por motivos de respeto. Una falta de esta clase era considerada un insulto a Su Majestad y tenía como consecuencia la expulsión del candidato y, en este caso concreto, la suspensión del derecho a presentarse a futuras pruebas, sin tener en cuenta ni la obra ni los resultados del examinado.
Finalmente, en el Examen de Aptitud, los candidatos debían volver a escribir de memoria al tercer día aquello que habían escrito el primer día, debido al control de identidad.

Wang Anshi, el crítico más feroz del sistema de Examen imperial.

Las críticas al contenido de las oposiciones eran tan viejas como las oposiciones mismas. Especialmente duras eran las críticas que el erudito y político de los tiempos de los Song, Wang Anshi (conocido por su espíritu crítico), elaboró en el famoso Memorándum de las diez mil palabras, en 1058. En los exámenes solo se evaluaban el conocimiento detallado de los clásicos y ciertas habilidades estilísticas. Así pues, los exámenes preparaban insuficientemente a los candidatos para las exigencias prácticas del funcionariado. El sistema de examen solo formaba generalistas, mientras que en numerosas funciones de la administración del estado hacían falta especialistas en finanzas, agricultura o construcción de caminos.
Sin embargo, los contenidos de la prueba permanecieron ocho siglos sin ser modificados sustancialmente; a finales de la dinastía Qing se endurecieran las críticas, renovadas por la influencia extranjera, principalmente occidental, lo cual culminaría en los tímidos intentos de reforma del emperador Guangxu y, finalmente, en la abolición de todo el sistema en 1905.

### Forma
En todos los niveles del sistema se valoraba de forma elevada la observación de las formalidades. Sobre todo los poemas, aun cuando también las redacciones y los fragmentos en prosa, se habían de ejecutar siguiendo una rima y una métrica, por lo cual no se toleraba ninguna concesión. La estructura más formalizada era la de Redacción en ocho partes (tradicional y chino simplificado: 八股文 pinyin: bāgǔwén) introducida por los Ming en el año 1487, donde hacía falta desarrollar la antítesis del tema en ocho capítulos de 700 caracteres cada uno.
Los caracteres debían ser escritos en el estilo kaishu, en el cual los trazos se han de escribir dentro de un cuadrado imaginario, de tal manera que parezca que sean impresos. No se permitían ni correcciones ni manchas: el texto que se entregaba debía ser impecable.

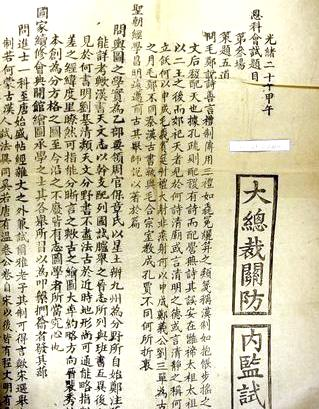
Pregunta del Examen de la Capital de 1894.

Los candidatos del Examen de Provincia sufrían numerosas fatigas por estos motivos: En las celdas al aire libre y con una sola cortina que los protegiera de las inclemencias del tiempo de otoño, los papeles corrían el peligro de desordenarse por el viento, de caer a tierra y mancharse o de mojarse con la lluvia, por lo cual los opositores, a menudo, protegían los textos incluso a riesgo de su cuerpo y su salud. Los examinados también debían tomar precauciones porque las velas que encendían por la noche no cayeran y quemaran los papeles. Al entregarlos, los exámenes eran inspeccionados por los examinadores buscando defectos de forma como, por ejemplo, caracteres mal escritos en un detalle, espacios en blanco, márgenes no respetados o cosas similares, que llevaban a la expulsión inapelable del candidato.
Especialmente estrictos eran los requisitos formales del Examen de Palacio: la inspección era hecha por el emperador en persona, por lo que no sólo las preguntas eran hechas con el estilo de letra de palacio, sino que también era necesario que la respuesta de los candidatos se hiciera acorde a este estricto canon de formulación.
Las preguntas se iniciaban con las siguientes palabras (traducción no directa, hecha a través del alemán):
Las respuestas de los candidatos también comenzaban con el mismo lenguaje disparatadamente sumiso, que producía textos como este:

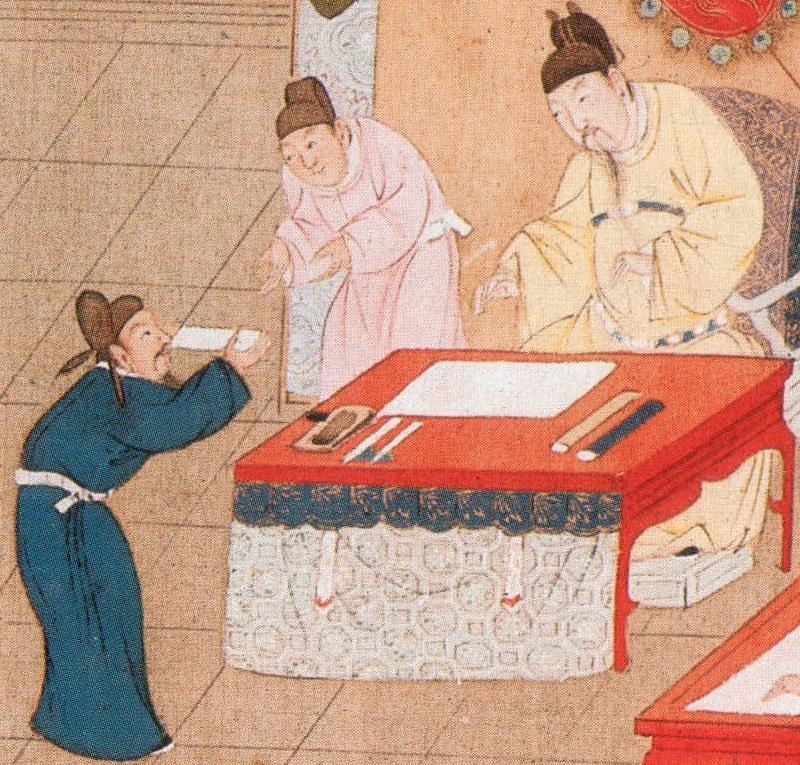
El emperador en persona recibe el examen de un candidato en el Examen de Palacio.

Siempre que una página contuviera el nombre del emperador, este se debía repetir en los primeros espacios en blanco, dedicados a esto. Palabras que se relacionaran con el emperador, sus parientes o sus calidades, se debían remarcar y las menciones a los antepasados del propio candidato se debían remarcar todavía más. Las cosas que se relacionaban con el candidato mismo se mencionaban en sentido contrario, es decir, que debían ser disimuladas. En total, la respuesta había de ocupar más de mil caracteres y, si no llegaba a esta cifra, no se aceptaba.
Como conclusión, el examinado solía escribir estas palabras:

## Controles
Debido a la gran dificultad de las pruebas y del elevado número de suspensos, muchos candidatos intentaban conseguir su meta por medios poco honorables, como por ejemplo el engaño, el uso de materiales no permitidos en las pruebas, el tráfico de influencias o el soborno. Desde bien pronto, el gobierno estableció rigurosas medidas de seguridad. Las infracciones de estas medidas eran severamente castigadas tanto para los candidatos como para el personal de vigilancia y los examinadores. Pequeñas infracciones podían llevar, en el peor de los casos, a la expulsión del examen o a la suspensión del derecho a tomar parte en futuras pruebas. En el Examen de Aptitud, había un ingenioso sistema de castigo de puntos:
Mientras se hacía la prueba, había un formulario con tres espacios en blanco en el que se estampaba un sello cada vez que se cometía una infracción contra el orden de la prueba. Una vez que se llegaba a las tres estampas, el candidato era expulsado del examen. Tan sólo una estampa comportaba puntos negativos en todos los aspectos de la prueba a la hora de corregirla, los cuales eran muy difíciles de recuperar con el resultado del resto del examen. Se consideraban infracciones del orden de la prueba: abandonar la celda más de una vez, el intercambio de papeles, dejar caer los papeles a tierra, hablar, mirar al compañero, el intercambio de celdas, interferir en la tarea del personal de vigilancia, violación de normas, murmurar (por ejemplo, en la comprobación de la métrica de los poemas) y la entrega de exámenes incompletos. Todavía había más reducciones de la puntuación si los caracteres no se correspondían al estilo kaishu, según el cual los caracteres habían de ocupar el espacio de un cuadrado imaginario.
Para los examinadores, las faltas graves como aceptar un soborno o el favorecimiento de un candidato tenían como consecuencia, en todos los casos, la pérdida de su plaza de funcionario. Por estas faltas, tanto los examinadores como los candidatos podían llegar a ser condenados a proscripción o incluso a muerte. En 1858 un escándalo sacudió a la dinastía Qing, al sobornar un tal Lo Hung-Y a todos sus examinadores, consiguiendo que lo dejaran pasar al siguiente nivel a pesar de las normas de forma para los exámenes invalidados. El asunto acabó con más de una condena a muerte.

### Medidas de precaución contra materiales no permitidos
En todos los niveles de las pruebas, todos los días de examen y en todas las sesiones, se empezaba con cacheos e inspecciones de los materiales llevados a la prueba. En los exámenes de acceso a las escuelas superiores, los examinantes solo podían llevar, aparte de la ropa, tinta, pinceles, tinta china, vasos de agua y algo de comida. En las sesiones de más de un día del Examen de Provincia, estaba permitido llevar, además de esto, sacos de dormir, orinal y velas. En ningún caso y bajo ninguna circunstancia se permitía el acceso al examen con papeles escritos. También el dinero era ilegal, puesto que se podía usar con la finalidad de sobornar. Muy famosos eran los apuntes escondidos que llevaban los candidatos, en los cuales había copias de los clásicos en tamaño microscópico.
Si los guardias encontraban algo prohibido, el guardia recibía un premio, mientras que el candidato descubierto era expulsado del examen. En el Examen de Provincia, los candidatos y su equipaje eran registrados por cuatro guardas a la vez, los cuales recibían una recompensa de tres onzas de plata cada vez que encontraban un objeto no permitido y, por ello, no dudaban en cortar e inspeccionar los buñuelos de los candidatos y su pasta de judías. En la segunda puerta se repetía un cacheo igualmente intenso por el mismo número de soldados, en el cual, si descubrían negligencias del grupo de la primera puerta, este recibía un castigo muy severo. Los lentos cacheos se hacían el primero de los tres días de examen, de tal manera que se podía empezar con el examen de verdad la mañana del segundo día. Pese a los esfuerzos, a veces se conseguía hacer pasar desapercibidos libros enteros, puesto que se había disfrazado el libro con el fin de que pareciera otra cosa.
En los exámenes de acceso a las escuelas superiores se entregaba a los candidatos papeles oficiales de examen marcados. En el Examen de Provincia, sin embargo, podían llevar su propio papel. Estos papeles eran marcados desde buen comienzo con el sello oficial, de forma que formaban parte de los materiales permitidos.

### Medidas de precaución contra la ayuda de terceras personas
Los examinados se encontraban, en cada uno de los niveles del sistema de examen, en un estricto aislamiento dentro de una zona herméticamente acordonada. Las puertas eran cerradas a cal y canto. Y se interrumpía toda comunicación, tanto de los examinados como de los examinadores, con el mundo exterior.
Pero la copia representaba un problema: si dos exámenes se parecían mucho, entonces los examinadores suponían que dos candidatos o más se habían copiado el uno al otro o que habían reunido las respuestas y, por lo tanto, los calificaban con un insuficiente. En intervalos de tiempo preestablecidos se estampaba otro sello en las hojas de los exámenes. Quienes escribían una parte desproporcionada de la respuesta en uno de estos intervalos, era suspendido automáticamente bajo la sospecha de haber copiado. En el Examen de Provincia, los candidatos eran constantemente vigilados desde las torres de vigilancia de cada una de las zonas del recinto.
Por ello, los candidatos que se hacían reemplazar por otra persona experimentada corrían un gran peligro. En los comienzos de los exámenes de acceso a las escuelas superiores, se llamaba a los candidatos por su nombre, entonces estos, daban un paso hacia adelante y se comprobaba su identidad. Siempre que se intercambiaban las identidades, esta infracción podía ser descubierta por la vía de ciertas indiscreciones en el estilo o la comparación de la escritura, por lo que era castigada más severamente todavía.

### Medidas de precaución contra el favorecimiento de un candidato en la corrección
Se tomaban numerosas medidas de seguridad para evitar el favorecimiento de un candidato en concreto en la corrección. Debido a esto, los exámenes eran evaluados, desde el primer nivel de los exámenes de acceso a las escuelas superiores, en una estricta clausura. Además, los exámenes no estaban marcados con el nombre del candidato, sino que llevaban el número de celda correspondiente.

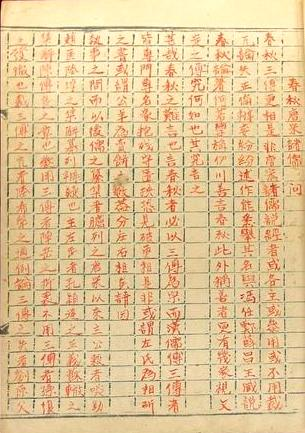
Copia de un examen hecha con tinta de cinabrio de la época de la dinastía Qing.

Igualmente, se tomaban medidas para evitar el favorecimiento de candidatos en el Examen de Provincia: se hacía saber el nombre de los examinadores en el último momento, los examinadores no podían establecer contacto con el personal de vigilancia, con el cual vivían, mientras duraba la prueba, dentro de la misma parte del recinto, pero separados por un riachuelo. A los examinadores, para evitar que pudieran identificar la letra del candidato, no se les entregaba el original en tinta negra. Primeramente, se copiaba el examen haciendo uso de tinta de cinabrio. Entonces, ambos textos pasaban a manos de los controladores, quienes marcarían las discrepancias entre ambos con tinta amarilla. Mientras el original quedaba en manos del personal de vigilancia, los examinadores recibían la copia en rojo. Pero antes volvían a pasar otra comprobación de los controladores, quienes, esta vez, comentarían los exámenes con las observaciones "inmeritorio", "mediocre" y "loable" con tinta azul. Después, pasaba a manos de los examinadores, los cuales emitían el resultado final con tinta negra. Finalmente, las copias volvían a ser comparadas con el original.
Pese a estas medidas de precaución, siempre había una infinidad de posibilidades para que los examinadores pudieran identificar y favorecer a un candidato en concreto. Así pues, se podía identificar al candidato por un carácter concreto en un punto concreto que se había acordado antes. La corrupción estaba a la orden del día y era el tema de numerosas conversaciones.

## Circunstancias en las que se llevaba a cabo el examen
Aparte de los controles, el tiempo durante el cual se hacía el examen era duro y estaba repleto de inclemencias para los candidatos. Según un famoso dicho, hacía falta tener la fuerza de voluntad de un dragón, la fuerza de una mula, la insensibilidad de una carcoma y la resistencia de un camello para aprobar el examen.
Los candidatos de los exámenes de acceso a las escuelas superiores se encontraban en unas circunstancias relativamente cómodas. Las pruebas de más de un día, bajo una estricta vigilancia, y las dificultades que comportaban este hecho requerían de mucha energía. A las cuatro de la mañana ya se hacía el toque de corneta para poder presentarse puntualmente a las siete. De todas maneras, los Exámenes de Distrito y Jefatura se hacían en el recinto cubierto de la administración local. Además, los candidatos, podían irse a casa una vez acabado el día.

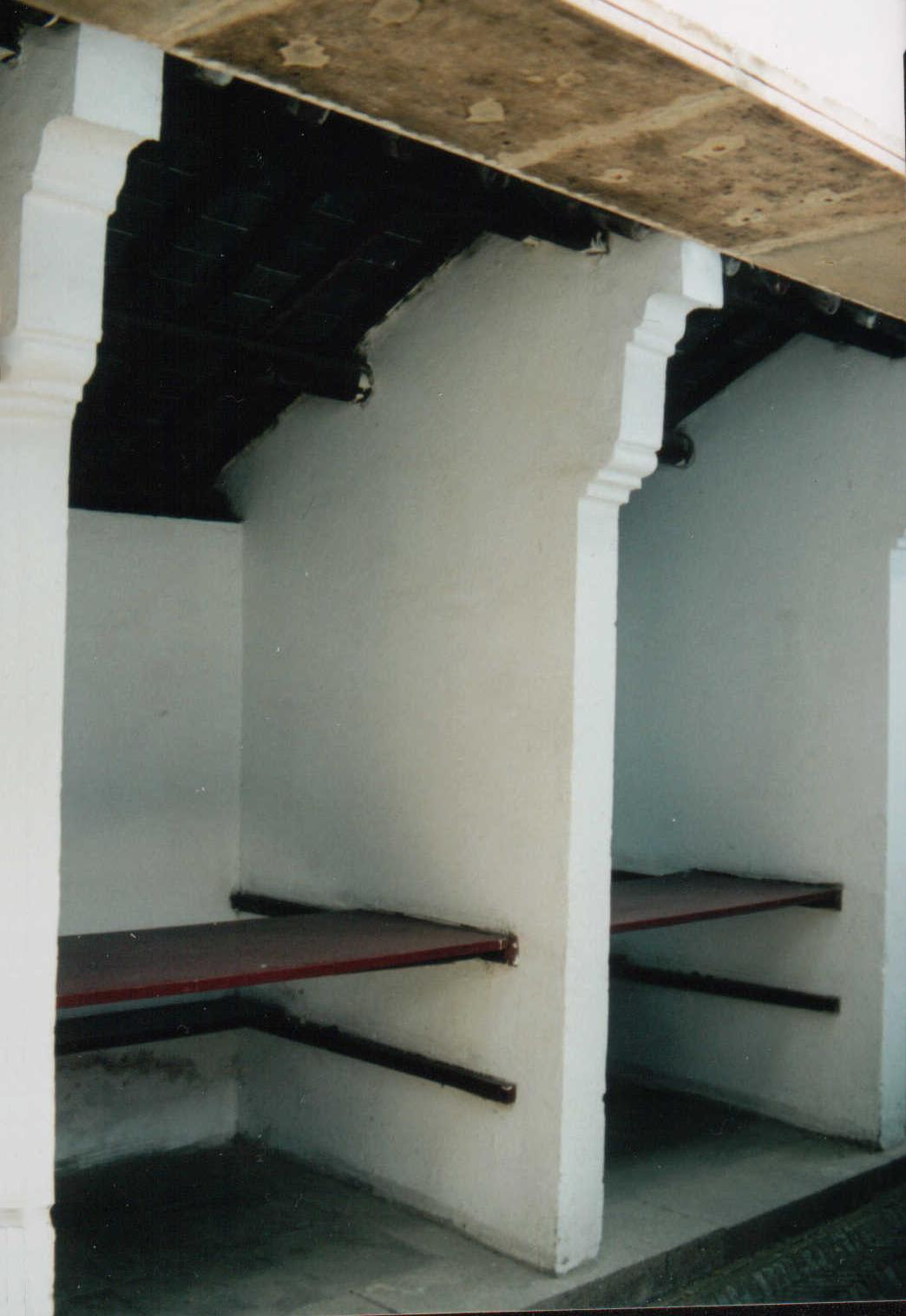
Celdas de examen en Nankín.

Pero el Examen de Provincia tenía muy mala fama: los examinados tenían que aguantar tres días y dos noches en sus estrechas celdas y al aire libre. En estas celdas solo había tres tablones que se usaban como asiento, escritorio y estantería. Además, los candidatos eran expuestos, en pleno otoño, al viento, a otros inclemencias del tiempo y a toda clase de insectos. Por la noche no podían abandonar la celda, sino que sólo les estaba permitido dormir arrodillados en posición embrionaria. Además, se debían preocupar por la integridad de los papeles y de mantenerlos limpios. Eran vigilados constantemente desde las torres. Las relaciones que los soldados establecían con sus vigilados era áspera, puesto que los soldados formaban parte de las clases bajas y no sabían si uno de los aprobados sería, en un futuro, su superior.
El poeta Pu Songling nos habla, en un poema en relación con esto, de las "siete fases" del candidato del Examen de Provincia (que él, pese a sus esfuerzos, nunca aprobó): cuando, muy cargado, llega al recinto de examinaciones, se mueve como un mendigo. Durante los cacheos y las humillaciones de los guardas, se siente como un prisionero. Durante la estancia de más de un día en la estrecha celda, experimenta la vida de una larva de abeja. Dejando el recinto una vez acabado el examen, se siente como un pájaro liberado de la jaula. Durante la espera de los temidos resultados, el candidato se asemeja a un mono a la liana. Tras fracasar, se queda tan inmóvil como una mosca envenenada. Finalmente, sufre un arrebato, durante el cual el candidato destroza todos sus bienes, tal y como hace el palomo con sus huevos.
Los candidatos al Examen de Palacio eran, a diferencia del resto de candidatos, muy bien tratados. Debían hacer sus exámenes en el Palacio de la Suprema Armonía de la Ciudad Prohibida. Por ello, eran servidos por los eunucos y los sirvientes del emperador y se les servía té y comida. En ningún momento debían cargar sus cosas ellos mismos. Y disponían de todo el papel que quisieran para responder a las preguntas.

## Aprobación del examen

### Requisitos
El requisito principal para aprobar en los exámenes imperiales era la habilidad para reproducir un texto de memoria. El candidato debía ser capaz de retener en la memoria un canon de conocimientos entero y fiel al original, de decirlo de memoria, palabra a palabra, si se lo pedían, y de tomarlos como modelo en la elaboración de redacciones o debates. No se pedía tanto sobre la especialización en una materia o el desarrollo de soluciones o ideas propias. También la creatividad necesaria para crear redacciones o poemas se debía mantener dentro de los estrictos límites formales de la pauta. No era indispensable, pero se debía tener una constitución o una resistencia físicas determinadas.
Estaba muy extendida la creencia budista que decía que el aprobar el examen estaba en relación con la autoridad moral del candidato o su vida anterior. Hay un montón de historias sobre candidatos que son visitados por los espíritus de las mujeres que han deshonrado y llevados a la perdición por estos espíritus, o de examinadores, la mano de los cuales ha sido dirigida por un juez de los infiernos. Sorprendentemente, la mayoría de estas historias tienen lugar en el Examen de Provincia, mientras en las circunstancias más cómodas de los Exámenes de la Capital y de Palacio disminuye la abundancia de estas historias.

### Publicación de los resultados

Candidatos a las pruebas durante la publicación de los resultados.

La publicación de los resultados se hacía de forma festiva y ceremonial: en los exámenes de acceso a las escuelas superiores, se escribía el nombre de los candidatos dentro de círculos concéntricos, de forma que la primera posición era la que tenía más círculos y el resto la seguían siempre en el sentido de las agujas del reloj. Entonces, se colgaban los exámenes.
En el Examen de Aptitud, se anunciaba con salvas que los músicos actuaban en el templo confucianista de la capital de jefatura. Y los nuevos licenciados obtenían el vestido azul y negro de licenciado y el birrete de cabeza de gaviota. Finalmente, se entregaban las "flores de oro", hazañas de pan de oro y papel rojo, que cada licenciado recibía del guía de estudios provincial en persona, en una pequeña audiencia privada.
La ceremonia de publicación de los resultados del Examen de Palacio era especialmente espectacular, oficiada por el mismo emperador en el Palacio de la Suprema Armonía de la Ciudad Prohibida.

### Posibilidades de repetir
Los numerosos candidatos que suspendían no tenían motivos para desanimarse: todos los exámenes se podían repetir tantas veces como se quisiera. Esto explica el elevado número de candidatos viejos. Presentarse cinco veces o más a un examen no era ninguna rareza. El padre del famoso funcionario de los Qing, Zeng Guofan, por ejemplo, aprobó el Examen de Aptitud al decimoséptimo intento y obtuvo el título de licenciado a la vez que su hijo. Otro ejemplo de esto es el de un tal Zhang Qian, de Jiangsu, que se presentó al Examen de Palacio de 1894 habiendo pasado, según decía, 35 años preparándose para los exámenes y un total de 160 días dentro de los recintos de examen.

### Importancia de aprobar
Aprobar los exámenes imperiales era un objetivo vital de gran importancia para los jóvenes de las clases cultas. Al fin y al cabo, significaban la obtención de un cargo público y, por lo tanto, permitían ascender en la escala social. En China, las bendiciones y los deseos de suerte más intensos se hacían para desear suerte en el examen. Y se simbolizaban en postales, iconos, pinturas, etc. con un gran número de símbolos, entre los cuales había carpas, campanas, alabardas, luciérnagas pero también vanos, fajas, birretes, paraguas y espejos, atributos del funcionario.
Numerosas novelas y cuentos hablan de los esfuerzos del protagonista por obtener el título de maestro o se basaban en la historia de un Primero (zhuangyuan) del Examen de Palacio. Muchos suegros potenciales, vinculaban el permiso de casarse con sus hijas. Se expone abundantemente la naturaleza de las examinaciones en la Historia no oficial del Bosque de los Eruditos (tradicional y simplificado: 儒林外史, pinyin: rúlín wàishǐ) de Wu Jingzi de 1750.

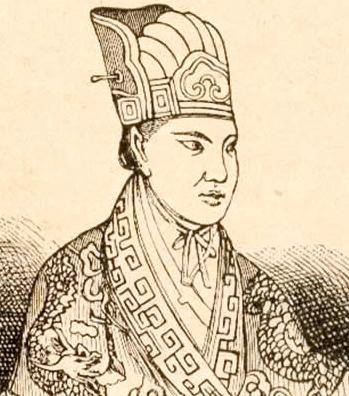
El autoproclamado emperador de Taiping, Hong Xiuquan.

### Candidatos suspensos
Como ya se ha dicho antes, solo uno de cada cien candidatos obtenía el título de licenciado y solo uno de cada tres mil licenciados obtenía el título de doctor. Pese a las abundantes posibilidades de repetir el examen, siempre hubo innumerables candidatos que, a pesar de los muchos esfuerzos dedicados, nunca consiguieron el título que les permitía acceder a la función pública. Y evolucionó hasta que a finales de la dinastía Qing no había bastantes plazas de funcionario para todos los poseedores del título.
Una parte de los candidatos suspensos se resignaba y se dedicaba a hacer de profesores privados o se decantaba por la filosofía y el arte. Sin embargo, esta situación llevaba a buena parte de las clases cultas a una insatisfacción tan grande, que acababa convirtiéndose en un peligro para el estado debido a su buena educación: no era extraño que de estos círculos surgiera un líder rebelde o los reclutaran en revueltas y levantamientos que constantemente sacudían el imperio. El ejemplo más conocido de esto es el de Hong Xiuquan, el líder del levantamiento de Taiping que sacudió los fundamentos de la China imperial y de la hegemonía de los Qing.
Lu Xun narra muy bien la historia de un candidato fracasado que, pese a sus esfuerzos, no logra el título de licenciado y degenera hasta convertirse en un proletario en el libro Kong Yiji de 1919.

## Ceremonias de clausura
Los exámenes de cada nivel acababan con una ceremonia fastuosa correspondiente a cada nivel:

### Fiestas y banquetes
Era costumbre que al final de todos los exámenes, los examinadores invitaran a los candidatos aprobados a un banquete, con el cual tanto ellos como el emperador, les expresaban las gracias y el respeto ganado. En el Examen de Provincia, el banquete recibía el nombre de banquete del aullido (tradicional: 鹿鳴宴, simplificado: 鹿鸣宴, pinyin: lùmíngyàn). En estos banquetes se establecía una especial relación maestro—alumno sin tener en cuenta si, de hecho, fueron educados por otra persona. Aquellos quienes habían conseguido una de las tres primeras posiciones al Examen de Palacio, recibían, además, un banquete especial en la capital de su jefatura natal. Pero también, los otros doctores pasaban más de un día en una sucesión interminable de banquetes, desfiles y homenajes de toda clase.

### Notificación al distrito natal
Después, las autoridades encargadas de las pruebas informaban al distrito natal de los candidatos. La administración local enviaba, entonces, mensajes a las familias de los candidatos, para hacerles saber la buena noticia con bellas palabras que solían desperdigarse, como todo chismorreo, por todo el distrito. Amigos y familiares les llevaban deseos de suerte y regalos, que los licenciados devolvían con pagas a los profesores y a los ciudadanos, y con banquetes para los amigos y familiares.
Si de una provincia surgía uno de los tres primeros candidatos del Examen de Palacio, entonces se convertía en un gran acontecimiento de dimensiones políticas. Los candidatos eran tratados como altos dignatarios del imperio. El acontecimiento llegaba a puntos como construir una especie de arco del triunfo delante de su casa, además de que recibían de palacio una paga extraordinaria de 30 onzas de plata y, para el zhuangyuan, es decir, para el Primero, incluso de 80.

### Publicación de los exámenes
Una vez acabados los exámenes, se quemaban los originales y también las copias, en reverencia a la palabra escrita. Pero, por un pequeño recargo, los candidatos podían reclamar que se los entregaran. A veces, los candidatos publicaban sus exámenes. Esto estaba a la orden del día con las preguntas del Examen de la Capital y el Examen de Palacio, que eran formuladas por el mismo emperador. Las publicaciones de los exámenes eran muy populares entre los candidatos de exámenes futuros, que las usaban como ayuda en la preparación.

### Obligaciones religiosas
En cuanto se había aprobado el Examen de Aptitud, los nuevos licenciados rendían sus reverencias a los maestros al templo confucianista local una vez que regresaban a casa y hacían un juramento por los conocimientos recibidos. Una vez aprobado el Examen de Palacio, los nuevos doctores hacían un sacrificio en el templo de Confucio de Pekín y hacían una reverencia ante la estatua del Gran Maestro y sus alumnos. Allí se levantaban unas losas que transmitían a la posteridad los nombres de los candidatos aprobados en el Examen de Palacio de todos los tiempos que todavía se pueden ver hoy.

## La excepción: Los exámenes militares
Imitando el sistema de examen civil, también había un sistema de examen militar para acceder a altos cargos en el estamento guerrero. Tanto el nombre de los exámenes como el título que se conseguía iban siempre precedidos con el carácter de wǔ (tradicional y simplificado: 武, castellano: militar), llamándose wu jinshi.

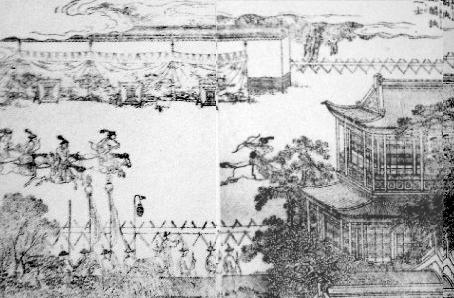
Prueba de tiro con arco de los exámenes militares.

No se examinaba tanto la excelencia intelectual de los candidatos como su fuerza y habilidad físicas; los candidatos debían ser capaces de disparar tanto a pie como a caballo a objetivos de papel y dianas similares con arcos y flechas, doblar arcos de 80, 100 o 120 jins de peso (un jin equivale a medio kilogramo), demostrar un manejo virtuoso de la alabarda o levantar piedras de pesos de 200, 250 y 300 jins (100-150 kg) por 35 cm en alto. También se exigía escribir de memoria pasajes de los clásicos militares de Sun Tzu, Wuzu y Suma Hace, aun cuando los examinadores, en todos los exámenes militares, eran permisivos con las habilidades intelectuales de los candidatos para retener conocimientos teóricos, debido a la escasa importancia que se les atribuía.
Los exámenes militares y aquellos que los aprobaban no recibían la misma consideración ni por parte del gobierno ni de la población que sus homónimos civiles. Un motivo de esto era que -a diferencia de la burocracia- el éxito de los oficiales del ejército no dependía tanto de las habilidades evaluables y demostrables en un examen sino de la experiencia adquirida en los campos de batalla y en el respeto y la confianza que le tenían las tropas. Por esto, los líderes militares más importantes de la historia china rara vez eran wu jinshi, sino mayormente guerreros que habían ascendido en los mandos militares por su destreza en combate y liderazgo de soldados en campaña bélica. Los académicos militares, eran destinados por esto a localidades de poca importancia estratégica y solían recibir burlas, tanto de civiles como del resto de militares.

## Influencia internacional
El sistema de examen imperial chino ha tenido una influencia internacional, y fue tomado como modelo por la dinastía Koryo y la Dinastía Joseon durante los Yangban en Corea, donde las materias de examen también eran los clásicos budistas y confucianistas, y el acceso a las pruebas estaba al alcance de cualquier varón que gozara de libertad personal; tal sistema estuvo vigente hasta la anexión de este país por parte del Japón en 1895.
Este sistema se utilizó también en Vietnam de 1075 a 1919, siguiendo los modelos chinos y en Japón durante el Período Heian, pero fue rápidamente abandonado, reemplazado por un sistema hereditario.

### Influencia en Occidente
Gracias a los escritos del jesuita italiano Mateo Ricci se hicieron conocidos los sistemas de exámenes chinos en Europa desde el siglo XVII; durante el siglo XVIII los académicos e intelectuales de la Ilustración mostraron su simpatía por la meritocracia obtenida en China, postulando al sistema de examen imperial como un modelo para los pueblos europeos, y comparando al método chino como mucho más eficaz y racionalista al basarse en conocimientos demostrables y concretos, antes que en la designación arbitraria de aristócratas para ocupar cargos públicos como se practicaba en Europa. Así, el sistema de examen imperial fue referenciado en términos muy favorables por Adam Smith, Voltaire, Montesquieu, Goethe, y Leibniz, siendo que Francia copió este modelo chino tras la revolución de 1789.
Ya durante el siglo XIX diversos países como Prusia y Gran Bretaña crearon sus propios sistemas de exámenes meritocráticos para acceder a la burocracia estatal, adaptados a sus necesidades y su realidad. Un sistema de exámenes pervive en Francia en la actualidad, donde el sistema de reclutamiento mediante concurso-oposición en la función pública de Francia y las grandes écoles está inspirado de los exámenes imperiales, traídos de China por los Jesuitas, quienes lo habían adoptado en sus escuelas, posteriormente tomado y generalizado por Napoleón Bonaparte con el fin de crear una nueva elite para reemplazar a la del Antiguo Régimen.